# 贖いの聖者
『贖いの聖者』（あがないのせいじゃ）は、原作・大塚英志、漫画・白倉由美による日本の漫画。この作品を機に白倉は小説家に転身した。
1991年に太田出版より書き下ろしで発行、2002年に角川書店ニュータイプ100%コミックより復刊。

## 概要
著者のあとがきにあるように、1980年頃に発生したイエスの方舟事件を下敷きにしたフィクションであり、この事件を興味本位ではなく、傷ついた人を救おうとしてしまった人が、救いを求める人と出会ったという観点から描いた作品である。また、宗教とは何かというテーマを扱っており、非常に文学的・哲学的な作品でもある。
原作者の大塚英志によると、原作を書くにあたって、白倉由美と宗教の役割とは何かについてディスカッションしたそうである。その結論は、「人を日常に戻し、現実に再度つなぎとめるために捨てられることこそを自らの役割とする宗教家」が、ぎりぎり自分たちが許容できる宗教家像である、というものであり、物語の結末で、主人公の少女が、イエスの方舟の主宰者の千石イエスがモデルの青年を捨てて、以前にいたありふれた日常にたった一人で帰還するのはそのためである。
作中に登場する「師（マスター）」の外見はロックバンド筋肉少女帯の大槻ケンヂがモデルである。

## あらすじ
自分の子供を殺して自殺した母親。仕事に没頭し娘たちを顧みない冷たい父親。そんな両親をもつ双子の高校生の姉妹、紫と花歩は、社会から隔絶された小さな世界に生きていた。ある日花歩は街角で、牧師の姿をして、「師（マスター）」と名乗り、宗教団体「マグダラのマリア」を運営している不思議な青年と出会う。花歩は家を出て、青年と一緒に日本中を旅していく。だが、青年は水道水の水を命の水と言って売る詐欺師でもあった。それでも花歩は彼についていってしまう。彼なら自分を「ここではないどこか」に連れて行ってくれる気がしたからである。

## 書誌情報
- 太田出版、1991年2月、巻末に大塚英志による『「贖いの聖者」創作ノート』収録、ISBN 4872330153
- 角川書店〈ニュータイプ100%コミック〉2002年3月、巻末に白倉由美による『あとがき』収録、ISBN 404853453X

## 脚註
1. 1 2  大塚英志『「おたく」の精神史――1980年代論』（朝日文庫）23章「漂流する人々」